# John A. Leslie
John A. Leslie (ur. 2 sierpnia 1940) – kanadyjski filozof, emerytowany profesor University of Guelph w Ontario.

## Publikacje
- 1979. Value and Existence
- 1989. Universes
- 1990. Physical Cosmology and Philosophy
- 1996. The End of the World: the Science and Ethics of Human Extinction.
- 2001. Infinite Minds: a Philosophical Cosmology
- 2007. Immortality Defended